# Покровка (Абдулинський міський округ)
Покро́вка (рос. Покровка) — село у складі Абдулинського міського округу Оренбурзької області, Росія.

## Населення
Населення — 662 особи (2010; 976 у 2002).
Національний склад (станом на 2002 рік):
- росіяни — 95 %